# Sideritis edetana
Sideritis edetana là một loài thực vật có hoa trong họ Hoa môi. Loài này được (Pau ex Font Quer) Peris, Figuerola & Stübing miêu tả khoa học đầu tiên năm 1990.

## Hình ảnh

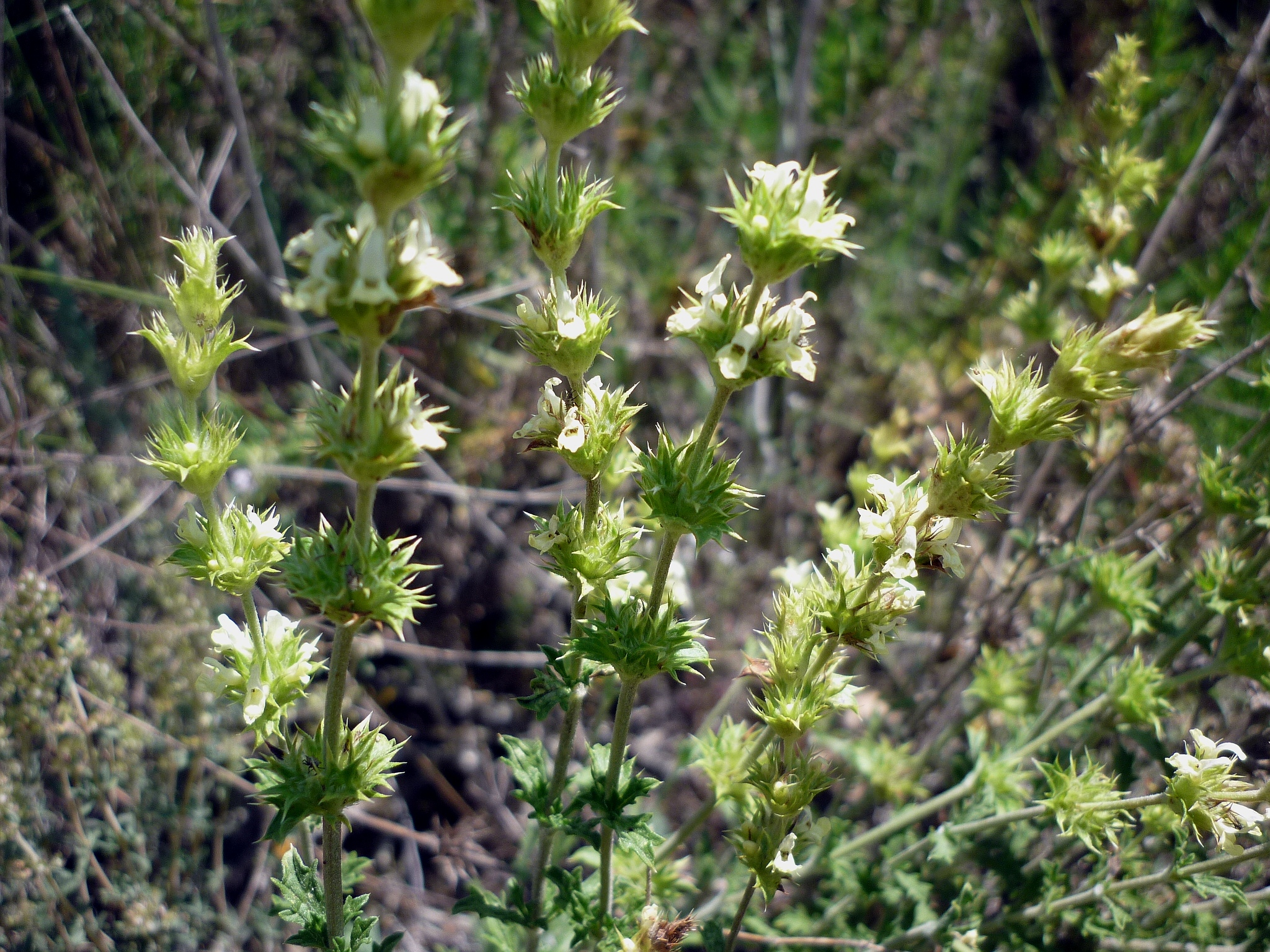
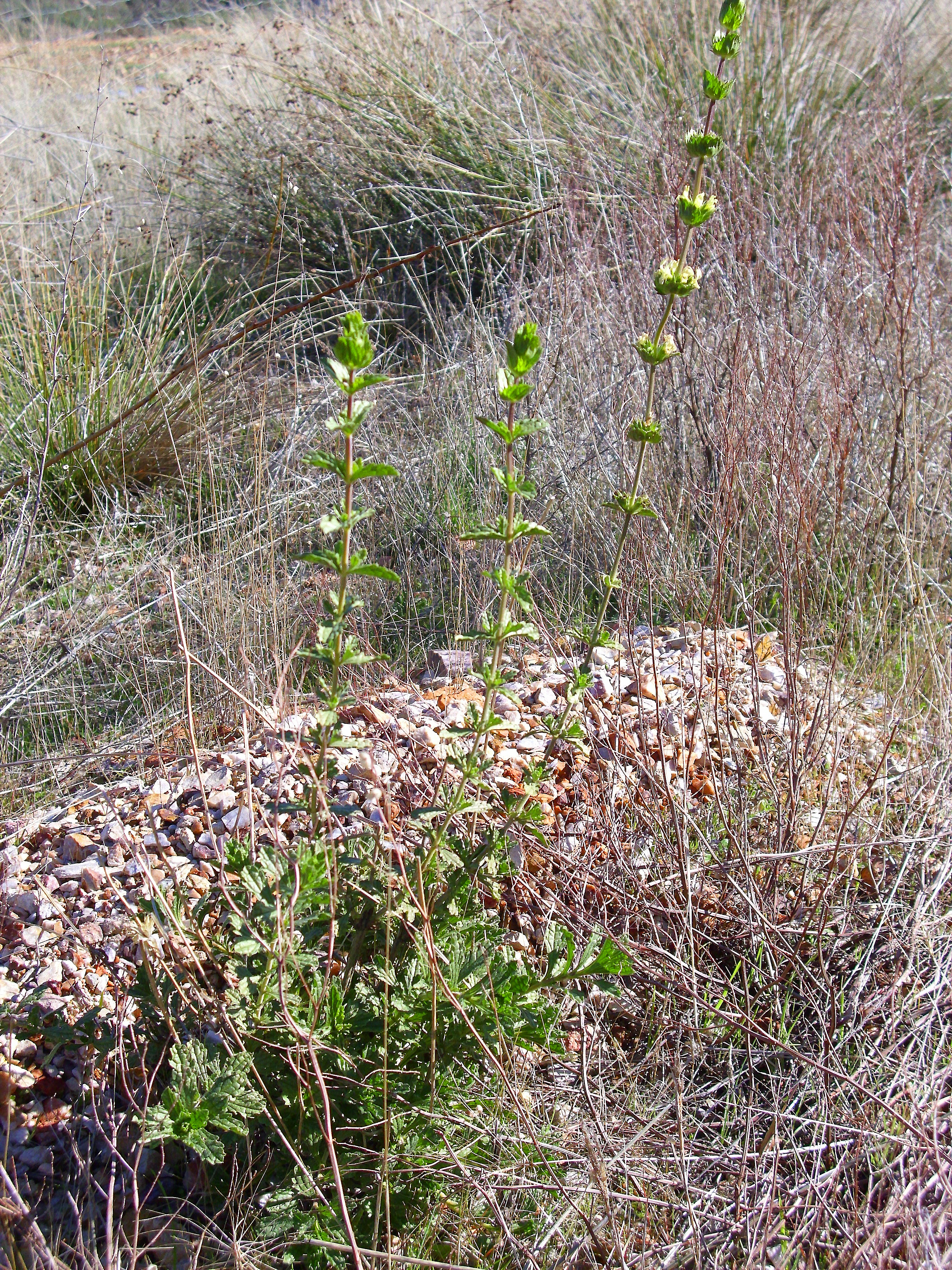
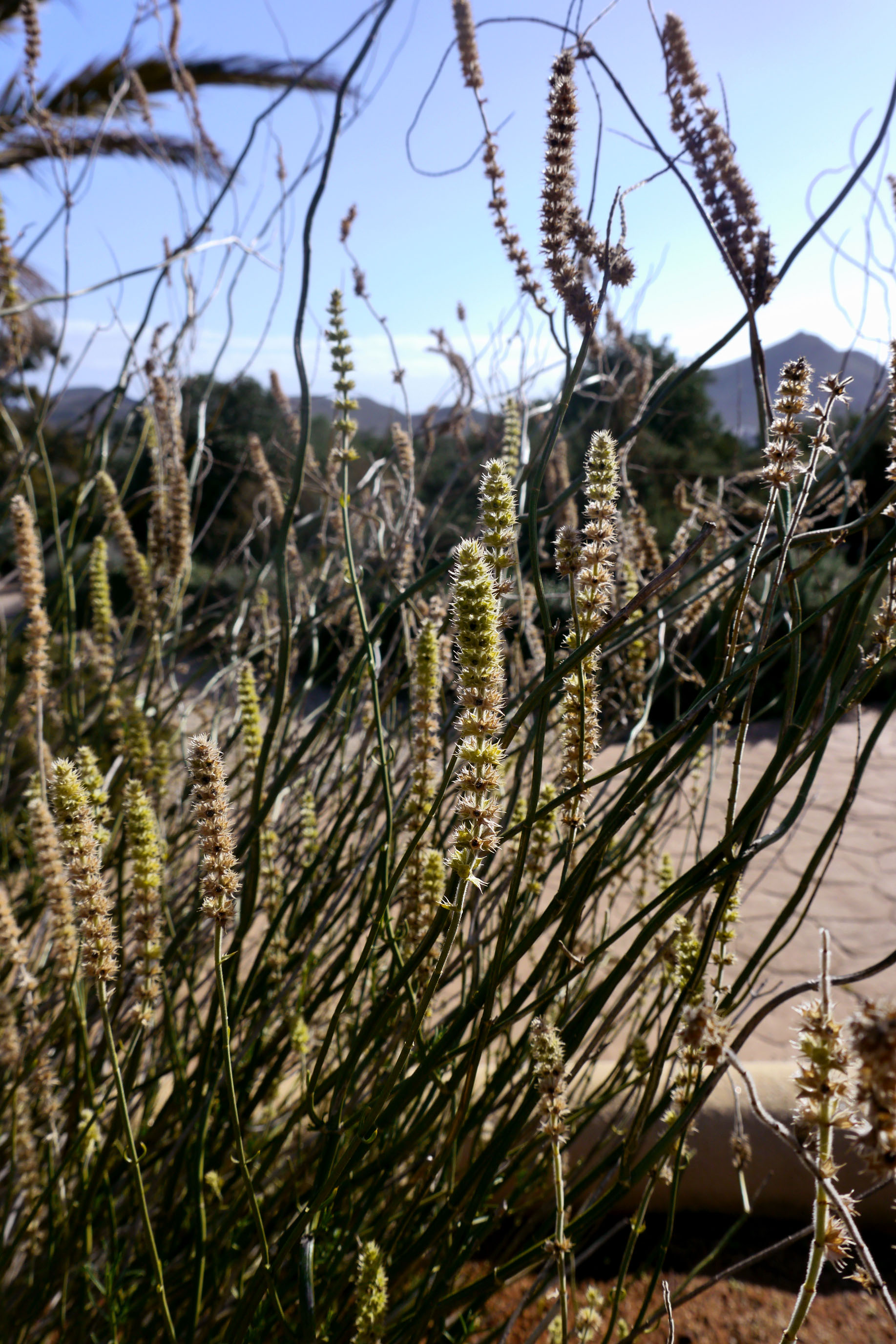